# Lalendorf

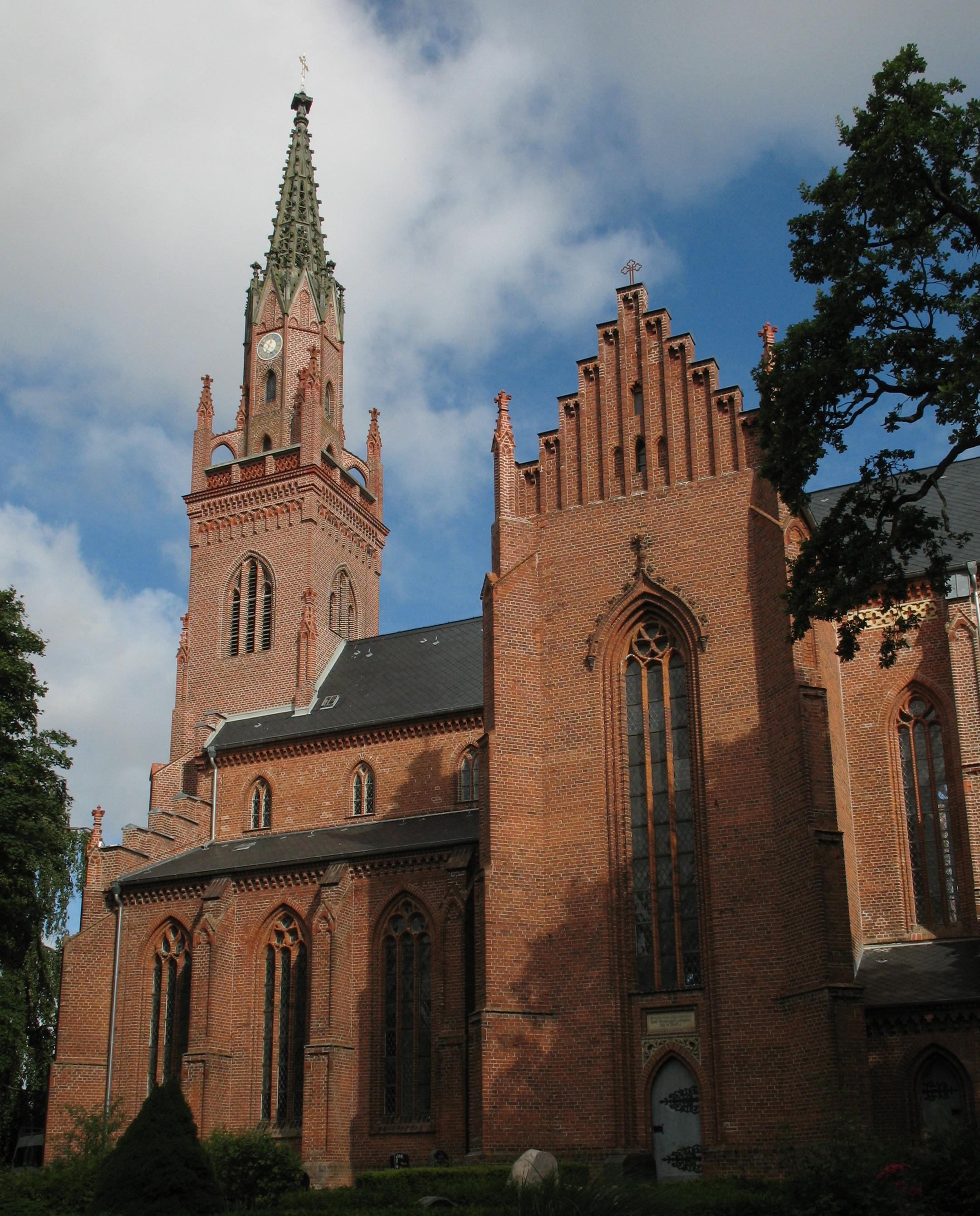
Kościół w Schlieffenberg

Lalendorf – miejscowość i gmina w Niemczech, w kraju związkowym Meklemburgia-Pomorze Przednie, w powiecie Rostock, wchodzi w skład urzędu Krakow am See.
25 maja 2014 do gminy przyłączono gminę Langhagen, która stała się automatycznie jej dzielnicą.